# Cazinoul din Bistrița
Cazinoul (în prezent Casa de Cultură a Sindicatelor) este un monument de arhitectură din Bistrița.

## Istoric
Imobilul a fost construit din piatră, în anul 1892, și este prevăzut cu trei niveluri: subsol, parter și etaj. Accesul în imobil se face printr–un portic, prevăzut cu patru stâlpi, ce susțin un balcon dreptunghiular, spre care se deschid trei uși îmbinate, semicirculare, din sala de spectacol.
Fațada superioară este împodobită cu tablouri și ornamentații florale scoase în relief. Clădirea se termină deasupra cornișei cu un atic menit să mascheze acoperișul.
De-a lungul timpului, clădirea a avut destinații diferite: pentru un timp a funcționat aici Cercul Cultural Bistrițean, iar între anii 1900–1912 Gimnaziul de fete. După Primul Război Mondial, edificiul a adăpostit Cazinoul Ofițerilor, iar în anul 1942, Cazinoul Maghiar. Din anul 1946, Cercul Cultural Bistrița și–a reluat activitatea în această locație, pentru ca din anul 1960 să funcționeze în clădire Consiliul raional al sindicatelor. În anul 1968 imobilul a fost trecut în proprietatea Uniunii Generale a Sindicatelor din România, cu destinația de Casa de Cultură a Sindicatelor.
Imobilul cuprinde o sală de spectacole, care are 200 locuri, o bibliotecă, săli pentru cursuri și cercuri tehnico–aplicative.